# Солнце (альбом Ани Лорак)
Солнце — девятый студийный и четвёртый русскоязычный альбом украинской певицы Ани Лорак, записанный в 2007 — 2009 годах, на студии VOX Recording Studios в Афинах. Релиз состоялся 15 июля 2009 года на лейбле United Music Group. Автором музыки и продюсером альбома выступил греческий композитор музыкальный продюсер Димитрис Контопулос.  Авторы стихов - Карен Кавалерян, Андрей Морсин. Исполнительным продюсером был Филипп Киркоров. Альбом получил платиновый статус.

## Список композиций
| №                   | Название            | Длительность |
| ------------------- | ------------------- | ------------ |
| 1.                  | «Shady Lady»        | 2:58         |
| 2.                  | «Птица»             | 3:08         |
| 3.                  | «А дальше...»       | 3:27         |
| 4.                  | «Танцы»             | 3:20         |
| 5.                  | «Небеса-ладони»     | 3:08         |
| 6.                  | «Солнце»            | 3:33         |
| 7.                  | «Мечта о тебе»      | 3:25         |
| 8.                  | «Дальние страны»    | 3:23         |
| 9.                  | «Идеальный мир»     | 3:10         |
| 10.                 | «Пламя»             | 2:36         |
| 11.                 | «Нелюбовь»          | 3:04         |
| 12.                 | «Крылья чудес»      | 3:25         |
| 13.                 | «С неба в небо»     | 2:59         |
| 14.                 | «I'm Alive»         | 3:35         |
| Общая длительность: | Общая длительность: | 45:11        |

## Об альбоме
- Продюсер — Ани Лорак
- Почётный продюсер — Филипп Киркоров
- Вокал — Ани Лорак
- Бэк-вокал — Ани Лорак, Виктория Чалкити
- Саунд-продюсер — Димитрис Контопулос
- Барабаны — Алкис Мисирлис
- Бас-гитара — Янис Григориу
- Акустическая и электро- гитары — Спирос Кодакис
- Клавишные, программирование, аранжировка — Димитрис Контопулос
- Запись и мастеринг — Арис Бинис

VOX RECORDING STUDIOS Афины, Греция
- Фотохудожник — Андрей Давыдовский
- Фотограф — Дмитрий Перетрутов, Жорж Калфаманолис
- Дизайн — Андрей Батура
- «Солнце», "Небеса-ладони", "Мечта о тебе", "Дальние страны", "Идеальный мир", «А дальше...», «Танцы», «Пламя», «Крылья чудес», "Нелюбовь" — сл. Андрей Морсин, муз. Димитрис Контопулос
- «Птица» — сл. Карен Кавалерян, муз. Димитрис Контопулос, Ани Лорак
- «С неба в небо», «Shady Lady» — сл. Карен Кавалерян, муз. Филипп Киркоров
- «I'm Alive» — сл. Андрей Морсин, муз. Димитрис Контопулос

Информация взята с официального сайта певицы http://www.anilorak.ua/ru/; раздел: «Информация об альбоме „Солнце“».

## Даты релизов
| Страна  | Формат                          | Дата         |
| ------- | ------------------------------- | ------------ |
| Россия  | - CD+DVD - Цифровая дистрибуция | 15 июля 2009 |
| Украина | - CD+DVD - Цифровая дистрибуция | 15 июля 2009 |